# 모던 타임스 그룹
모던 타임스 그룹(Modern Times Group, MTG)은 스웨덴의 미디어 그룹이다.